# Burt's Island (ö i St. George's)
Burt's Island är en ö i Bermuda (Storbritannien).   Den ligger i parishen St. George's, i den nordöstra delen av landet, 13 km nordost om huvudstaden Hamilton.